# Partido Respeto y Libertad
Tisza-Partido Respeto y Libertad (en húngaro: Tisza-Tisztelet és Szabadság Párt, o simplemente Tisza Párt) es un partido político húngaro fundado en 2021. 
Inicialmente era un partido minoritario, pero en 2024 ganó prominencia rápidamente cuando el activista opositor Péter Magyar y su movimiento no partidista Comunidad de Húngaros de Pie se unieron al partido. El movimiento de Magyar ocupó la mayoría de los escaños para disputar las elecciones al Parlamento Europeo de 2024, y el 7 de junio de 2024, el partido obtuvo 7 escaños en el Parlamento Europeo.
A pesar de etiquetarse como un partido centrista, se unió formalmente al Partido Popular Europeo.

## Historia
El partido fue fundado en 2021 y tenía previsto presentarse a las elecciones del próximo año en 2022. El partido rechazó los fondos estatales y, en cambio, dependió de las donaciones y la riqueza personal de sus miembros. Si bien recaudó 222.000 florines, el partido no pudo presentarse a las elecciones de ese año. El partido permaneció en silencio durante dos años, hasta que en 2024, Péter Magyar anunció que participaría en las elecciones al Parlamento Europeo de 2024 con el partido. Magyar, ex marido de la exministra de Justicia Judit Varga, saltó a la escena política tras el escándalo de indultos en el que la presidenta Katalin Novák perdonó a un hombre que intentó obligar a las víctimas de abuso sexual por parte del director de un orfanato a retirar sus casos judiciales. Varga, como ministro de Justicia, también tuvo que firmar los indultos y por tanto fue cómplice del escándalo. Magyar organizó su primera protesta el 15 de marzo, el comienzo de la Revolución Húngara de 1848, que fue simbólica ya que su objetivo era establecer un estado húngaro independiente y democrático. Tanto el gobierno como la oposición regular también realizaron eventos, pero su manifestación atrajo a la mayor multitud.
A continuación, él mismo provocó otro escándalo más para el gobierno, publicando una grabación sobre el caso de corrupción Schadl-Völner en el que estaban involucrados dos altos funcionarios, György Schadl, presidente de la Oficina del Alguacil del Tribunal Húngaro, y Pál Völner, miembro del Parlamento, Secretario de Estado del Ministerio de Justicia y Viceministro de Justicia. En la grabación, su exesposa, entonces ministra de Justicia, admite que los documentos relacionados con el juicio habían sido alterados por orden del gobierno. Mientras presentaba esta información al jurado, una multitud de alrededor de mil personas se reunió afuera, exigiendo la renuncia del gobierno.
Magyar había discutido la posibilidad de tener un partido político con él como miembro destacado en las elecciones al Parlamento Europeo de 2024. No pudo encontrar su propio partido ya que los partidos fundados después de una fecha límite determinada no pudieron registrarse para participar en las elecciones. Debido a esto, tendría que encontrar un grupo menor con quien cooperar. Finalmente, se anunció que Magyar se uniría a TISZA.

## Ideología y política
El partido tiene tendencias de gran campaña. Según el sitio web del partido, uno de sus objetivos es "mostrar que nosotros, los conservadores, los cívicos demócratas, los socialdemócratas y los liberales, somos ante todo húngaros".
El partido fue elegido por Magyar debido a similitudes en puntos de vista con respecto a una organización de base centrista ideológicamente neutral. Magyar habló en numerosas ocasiones de crear una "tercera fuerza política" en Hungría para abolir el Sistema de Cooperación Nacional, que es utilizado por Fidesz para mantener el control sobre la sociedad en general. Defendió la libertad de expresión después de que varios miembros fueran despedidos de sus puestos civiles tras sus apariciones públicas en manifestaciones.
Magyar organizó múltiples protestas contra el " estado mafioso ", ya que la lucha contra la corrupción es una parte clave de la mayoría de los partidos antigubernamentales. El partido descartó la cooperación con la oposición, ya que la considera cómplice del gobierno. También propuso desclasificar los archivos de agentes de la era comunista para arrojar luz sobre las ganancias de riqueza personal durante el rápido período de privatización de la década de 1990.
El partido tiene como objetivo restablecer el orden de funcionamiento del Estado húngaro, uniéndose a la Fiscalía Europea para supervisar eficazmente el desembolso de la financiación de la UE en Hungría, que permanece congelada debido a violaciones del Estado de derecho . Al hacer que la Fiscalía sea independiente, espera recuperar transferencias a gran escala de fondos fiscales y activos nacionales a compinches y oligarcas. También pretende desmantelar el ministerio oculto de "propaganda" responsable de la desinformación y retirar de su control la televisión pública. Como objetivo principal para una economía del conocimiento "libre, habitable y europea", planea establecer nuevos ministerios de educación, salud y medio ambiente como piedra angular de su agenda. Al promover la competitividad de las empresas locales, devolver autoridad a los gobiernos locales y desarrollar redes de infraestructura local, quiere alentar a los húngaros emigrados a regresar y reasentarse en el país.
Magyar declaró que quiere limitar el ejercicio del cargo a un máximo de dos mandatos para evitar el abuso de poder. Según él, hay una crisis moral, política y económica en Hungría, y los políticos fabrican divisiones sociales artificiales para ocultar una cleptocracia masiva. Por tanto, quiere unificar a los húngaros en un amplio espectro. A pesar del importante apoyo financiero de la UE, Hungría sigue siendo el segundo Estado miembro más pobre. El declive demográfico se debe a la falta de un entorno estable y predecible, y al pésimo estado de la educación y la atención sanitaria, que requieren reformas urgentes. El partido apoya la elevación de los grupos sociales vulnerables.